# Top Guns
Top Guns ist ein US-amerikanischer Porno-Actionfilm mit Star-Besetzung, der von Digital Playground produziert wurde und eine Parodie auf den Film Top Gun – Sie fürchten weder Tod noch Teufel darstellt. Regie führte Robby D. Der Film erhielt 2012 einen AVN Award als das meistgekaufte und geliehene Pornovideo.

## Handlung
Der Film handelt von einem Duell zwischen Top-Pilotinnen und -Piloten darum, wer besser fliegen kann. In der Gruppe der Frauen spielen Jesse Jane und Riley Steele die besten Pilotinnen der Air Force und ihre Rivalinnen von der Navy sind Kayden Kross and Stoya. 
- Szene 1: Jesse und Erik Everhard
- Szene 2: Stoya und Mick Blue
- Szene 3: Riley Steele und Marcus
- Szene 4: Kayden Kross und Scott Nails
- Szene 5: Tommy Gun, Selena Rose, Stoya, Kayden Kross, Riley Steele und Jesse Jane
- Szene 6: Raven Alexis und Ben English

## Auszeichnungen und Nominierungen
- AVN Award 2012: Top Renting and Selling Release

- Nominierungen bei den AVN Awards 2012: Best Art Direction, Best Boy/Girl Sex Scene (Mick Blue und Stoya), Best Cinematography (Robby D.), Best Director - Parody (Robby D.), Best DVD Extras, Best Editing (Joey Pulgadas), Best Group Sex Scene (Jesse Jane Kayden Kross, Riley Steele, Stoya, Selena Rose, Tommy Gunn, Best Overall Marketing Campaign - Individual Project, Best Parody - Drama, Best Screenplay - Parody (Robby D.), Best Special Effects

## Wissenswertes
- Der Film enthält sechs Sexszenen und gilt als Blockbuster und Big Budget Movie unter den Pornofilmen.
- Der Film zeichnet sich durch Action-Szenen mit Kampfjets aus. Jesse Jane spielt die Rolle von Tom Cruise und
- Der Film enthält die bekannten Szenen des Originals (Szene in der Bar, wo die Piloten singen, Volleyball-Szene)